# Tor Thodesen
Tor Thodesen (Nøtterøy, 3 marzo 1966) è un allenatore di calcio ed ex calciatore norvegese.

## Carriera

### Giocatore

#### Club
Thodesen ha giocato, da calciatore attivo, per Kuressaare, Bygdøy, Ready, Nøtterøy e Teie.

### Allenatore
Thodesen ha iniziato ad allenare all'Asker Fotball Kvinner, per poi guidare l'Estonia under 18 e il Norheimsund.
È passato poi al Sandefjord, con cui ha raggiunto la finale del Norgesmesterskapet 2006, persa per 3-0 contro il Fredrikstad. Ha guidato poi il Tønsberg.
Dal 2011 è diventato il tecnico del Moss. L'11 dicembre 2012 è tornato al Tønsberg. Nel mese di febbraio 2013 ha lasciato il club per diventare assistente tecnico al Baniyas.
Il 1º settembre 2018 è stato chiamato alla guida dell'Hønefoss.
Il 4 gennaio 2019 è stato nominato nuovo tecnico dei finlandesi dell'HIFK, compagine militante in Veikkausliiga: ha firmato un contratto annuale. Il 25 ottobre 2019 è stato reso noto che Thodesen sarebbe stato l'allenatore della squadra anche per la stagione 2020. Il 20 luglio 2020 è stato però esonerato, a causa dei cattivi risultati ottenuti fino a quel momento.
Il 22 gennaio 2021 è stato nominato nuovo allenatore del Kvik Halden.